# Rocinela oculata
Rocinela oculata is een pissebed uit de familie Aegidae. De wetenschappelijke naam van de soort is voor het eerst geldig gepubliceerd in 1883 door Harger.